# Shin Ultraman
Shin Ultraman (Nhật: シン・ウルトラマン Hepburn: Shin Urutoraman) hay Tân Siêu nhân Điện quang là một bộ phim chủ đề kaiju và siêu anh hùng của Nhật Bản năm 2022 của đạo diễn Shinji Higuchi. Dựa trên nhân vật Ultraman, bộ phim là sự hợp tác sản xuất giữa Toho Pictures và Cine Bazar. Bộ phim được công bố bởi Tsuburaya Productions, Toho Co. và Khara, Inc. Đây là bộ phim thứ 37 trong loạt phim Ultraman, và là lần khởi động lại thứ hai của Shin Japan Heroes Universe (SJHU), sau Shin Godzilla và Shin Kamen Rider sẽ khởi chiếu năm 2023. Bộ phim có sự tham gia của Takumi Saitoh, Masami Nagasawa, Hidetoshi Nishijima, Daiki Arioka, và Akari Hayami, trong đó Bin Furuya và Hideaki Anno vào vai nhân vật chính(Ultraman).
Vào mùa hè năm 2017, nhà biên kịch Hideaki Anno được chủ tịch của Tsuburaya Productions giao nhiệm vụ viết kịch bản cho bộ ba phim điện ảnh về Ultraman. Anno đã hoàn thành bản thảo kịch bản đầu tiên cho Shin Ultraman vào ngày 5 tháng 2 năm 2019, sau khi hoàn thành kế hoạch cho bộ ba phim vào ngày 17 tháng 1 năm 2018. Tuy nhiên, dự án đã không được công bố cho đến ngày 1 tháng 8 năm 2019 khi Tsuburaya Productions tuyên bố bộ phim chuyển thể của phần phim truyền hình Ultraman năm 1966 đã bắt đầu được sản xuất.
Sau khi bị trì hoãn lịch phát hành vào đầu mùa hè năm 2021 do đại dịch COVID-19, Shin Ultraman được công chiếu tại Nhật Bản vào ngày 13 tháng 5 năm 2022 và đạt doanh thu vượt quá 4 tỷ yên Nhật (30,95 triệu đô la Mỹ) tại phòng vé Nhật Bản khiến nó trở thành bộ phim người thật đóng của Nhật Bản có doanh thu cao nhất năm 2022, cũng như bộ phim thành công về mặt thương mại nhất trong loạt phim Ultraman, vượt qua bộ phim năm 2008 Superior Ultraman 8 Brothers. Tsuburaya Productions đã ra mắt Shin Ultra Fight trên website bao gồm các cảnh quay của bộ phim cũng như các cảnh quay hoàn toàn mới vào ngày 14 tháng 5 năm 2022. Shin Ultraman được công chiếu lần đầu ở Bắc Mỹ tại Liên hoan phim Quốc tế Fantasia lần thứ 26 vào ngày 21 tháng 7 năm 2022, và tại Hoa Kỳ hai ngày sau đó tại Liên hoan phim Châu Á New York lần thứ 21 với sự tham dự của đạo diễn Higuchi. Bộ phim cũng được công chiếu tại Việt Nam vào cuối tháng 9 năm 2022.

## Nội dung
Sau cuộc xâm lược của một số sinh vật khổng lồ được gọi là "Các loài S-Class", Chính phủ Nhật Bản đã thiết lập Nghị định trấn áp các loài S-Class để loại bỏ các mối đe dọa này. Ngay sau đó, SSSP giải quyết cuộc tấn công của quái vật Neronga, khi đó một "Ultraman" xuất hiện và đánh bại con quái vật để cứu nhân loại, tuy nhiên anh ta đã vô tình giết một thành viên của SSSP là Shinji Kaminaga. Sau đó, anh ta biến thành Shinji và để lại cơ thể thật của Shinji trong một khu rừng. Ultraman trong hình dạng Shinji sau đó đã kết bạn với nhà phân tích Hiroko Asami của SSSP, nhưng cô ấy không biết về số phận của Shinji ban đầu.
Quái vật Gabora xuất hiện ở vùng nông thôn Nhật Bản, tấn công một nhà máy điện hạt nhân. Để ngăn chặn thảm hoạ phóng xạ do con quái vật gây ra, Ultraman giết nó và bay đi cùng với xác phóng xạ của nó. Ngay sau đó, Alien Zarab lộ diện và tuyên bố chính phủ đã ký hợp đồng hòa bình với anh ta nhưng SSSP phát hiện ra rằng anh ta đang tìm cách thống trị Trái đất. Zarab bắt cóc Shinji và mạo danh Ultraman để phá hoại danh tiếng của Ultraman. Video về những sự kiện này được công khai trên các phương tiện truyền thông và tiết lộ danh tính bí mật của Shinji. Shinji (Ultraman) dẫn cô đến khám phá sự thật về số phận thực sự của Shinji. Asami giải thoát Shinji khỏi Zarab nhưng bị Zarab bắt giữ. Shinji biến thành Ultraman cứu Asami và vạch trần lớp ngụy trang của Zarab sau đó tiêu diệt người ngoài hành tinh bằng "Ultra Slash".
Shinji bị coi là tội phạm bị truy nã toàn cầu. Asami được Alien Mefilas biến thành người khổng lồ để cho nhân loại thấy rằng họ có thể trở nên khổng lồ như Ultraman. Mefilas biến cô ấy trở lại kích thước ban đầu để thể hiện đức tin tốt và giới thiệu cho nhân loại một vật thể có chức năng như Beta Capsule. Mefilas gặp Ultraman để thảo luận về sự cộng sinh nhưng sau này từ chối sau khi biết rằng cỗ máy của Mefilas có thể thay đổi DNA của nhân loại và biến họ thành quái vật.
SSSP tập hợp dưới lòng đất và quyết định sử dụng Beta Capsule của Mefilas. Ultraman đối mặt với Mefilas, giật lấy  Beta Capsule của hắn ta và ném nó vào máy bay của SSSP. Mefilas tức giận biến thành hình dạng thật của mình để chống lại Ultraman. Cấp trên của Ultraman, Zōffy sau đó xuất hiện và khiến Mefilas chạy trốn khỏi Trái đất vì sợ hãi.
Ultraman đến thăm cơ thể của Shinji trong rừng. Zōffy nói với Ultraman rằng anh ta phải hầu tòa vì đã chia sẻ sinh lực của mình với một con người bởi hành động như vậy bị cấm theo luật Space Garrison. Zōffy triển khai vũ khí hủy diệt hàng loạt tối thượng Zetton để tiêu diệt loài người bởi ông tin rằng chúng sẽ gây ra mối đe dọa nếu chúng có thể tiến hóa thành người khổng lồ. Shinji để lại dữ liệu cho SSSP về cách phá huỷ Zetton trong trường hợp anh không sống sót.
Pháo binh của Zetton đánh bại Ultraman. Vì Zetton sử dụng các đòn tấn công mạnh mẽ để chống lại Ultraman nó quá nóng và phải hạ nhiệt trước khi sạc lại, điều này giúp SSSP có thời gian nghiên cứu thông tin do Shinji để lại. Sau đó, họ tìm thấy Shinji bất tỉnh và chăm sóc cho anh ấy. SSSP xác định rằng cách duy nhất để Ultraman đánh bại Zetton là anh ta kích hoạt Beta Capsule của mình khi đang ở trạng thái biến đổi. Do đó, Shinji biến thành Ultraman lần cuối và bay vào vũ trụ trong khi Zetton tiếp tục tấn công. Ultraman kích hoạt Beta Capsule của mình, tạo ra một lỗ đen nhấn chìm cả anh ta và Zetton. Zōffy giải cứu Ultraman và nói rằng anh ta phải quay trở lại Thánh địa Ánh sáng. Mặt khác, Ultraman mong muốn ở lại Trái đất và bảo vệ nó nhưng Zōffy từ chối thỏa hiệp, vì vậy Ultraman quyết định hy sinh bản thân để hồi sinh Shinji. Zōffy đặt câu hỏi về quyết định hy sinh bản thân của Ultraman để cứu một chủng tộc kém cỏi nhưng sau khi chứng kiến tinh thần đồng đội đánh bại Zetton ông buộc phải khâm phục sự kiên trì của họ khi đối mặt với cái chết. Zōffy sau đó đưa xác Ultraman trở lại Thánh địa Ánh sáng.

## Diễn viên
Bộ phim có sự tham gia trong vai trò khách mời của các diễn viên:  Yukio Tsukamoto, Masaaki Akahori, Asahi Yoshida, Nobuyoshi Hisamatsu, Shoken Kunimoto, Eiji Yokota, Yasumasa Ōba, Hiroko Yashiki, Kentaro Shimazu, Naoto Kaji, Daisuke Hibi, Seigo Nishihara, Tetsu Hirahara, Junichiro Nakano, Shingo Murakami, Mikiya Sanada, Yoshihiro Kasuya, Yōhei Hosokawa, Ryō Yoshida, Yusaku Mori, Yūta Inoue, Shōta Miyazaki, TERU, Akihisa Muramoto, Yoshinori Miyata, Tatsuya Itō, Satoshi Iwago, Taihei Nishi, Takahiro Araki, Yoshihiro Yamanaka, Naoki Hasegawa, Ryumi Shiga, Atsushi Toyoda, Nana Okazaki, Keiji Inada, Yuki Arisawa, Shōko Hotta, Kota Hosoi, Rento Oyama, Kazuya Shiraishi, Muneto Yuda. Shūhei Kumamoto, Masayoshi Deguchi, Kohei Matsuoka, Ryōhei Sakai, Makoto Arakawa, Ken Gotō, Yasuaki Sekita.

## Chủ đề
Noah Oskow của Unseen Japan cảm thấy rằng bộ phim chỉ trích bộ máy quan liêu yếu kém của chính phủ Nhật Bản giống như Shin Godzilla, đó là "sự suy ngẫm về sự không hành động và bế tắc của chính phủ, đặc biệt là một phép ẩn dụ đáng ghét cho Trận động đất kinh hoàng ở Đông Nhật Bản năm 2011 và thảm họa tiếp theo tại nhà máy điện hạt nhân Fukushima Daiichi. " Trong bài đánh giá của mình cho Screen Daily, Tim Grierson đã viết rằng bộ phim chứa "một chút bình luận về vị trí của loài người trong vũ trụ và liệu chúng ta có chứng minh được mình xứng đáng tiếp tục là một giống loài hay không", đồng thời nói thêm: "Thông điệp này không phải lúc nào cũng tao nhã nhưng giống như rất nhiều bộ phim nó được thể hiện với sự chân thành nhiệt tình đến mức khó cưỡng lại. Thế giới đôi khi là một nơi khủng khiếp, đáng sợ nhưng Shin Ultraman lập luận rằng một chút lịch sự vẫn có thể đi được một chặng đường dài ".
Đạo diễn Shinji Higuchi tuyên bố với Nerdist vào năm 2022 rằng bộ phim không bao gồm cùng một "sự nhấn mạnh vào bộ máy quan liêu, chính trị, v.v." như người tiền nhiệm của nó, bởi vì "nếu chúng ta chỉ làm điều tương tự, thì điều đó thật vô nghĩa." Thay vào đó, Higuchi giải thích rằng đoàn làm phim dự định mô tả cách nhân loại và chính phủ Nhật Bản sẽ đối phó với người ngoài hành tinh và quái vật như được mô tả trong Ultraman.

## Sản xuất
Nhân sự được lấy từ trang web chính thức của Toho và cuốn sách nhỏ về rạp chiếu phim.

### Sự phát triển

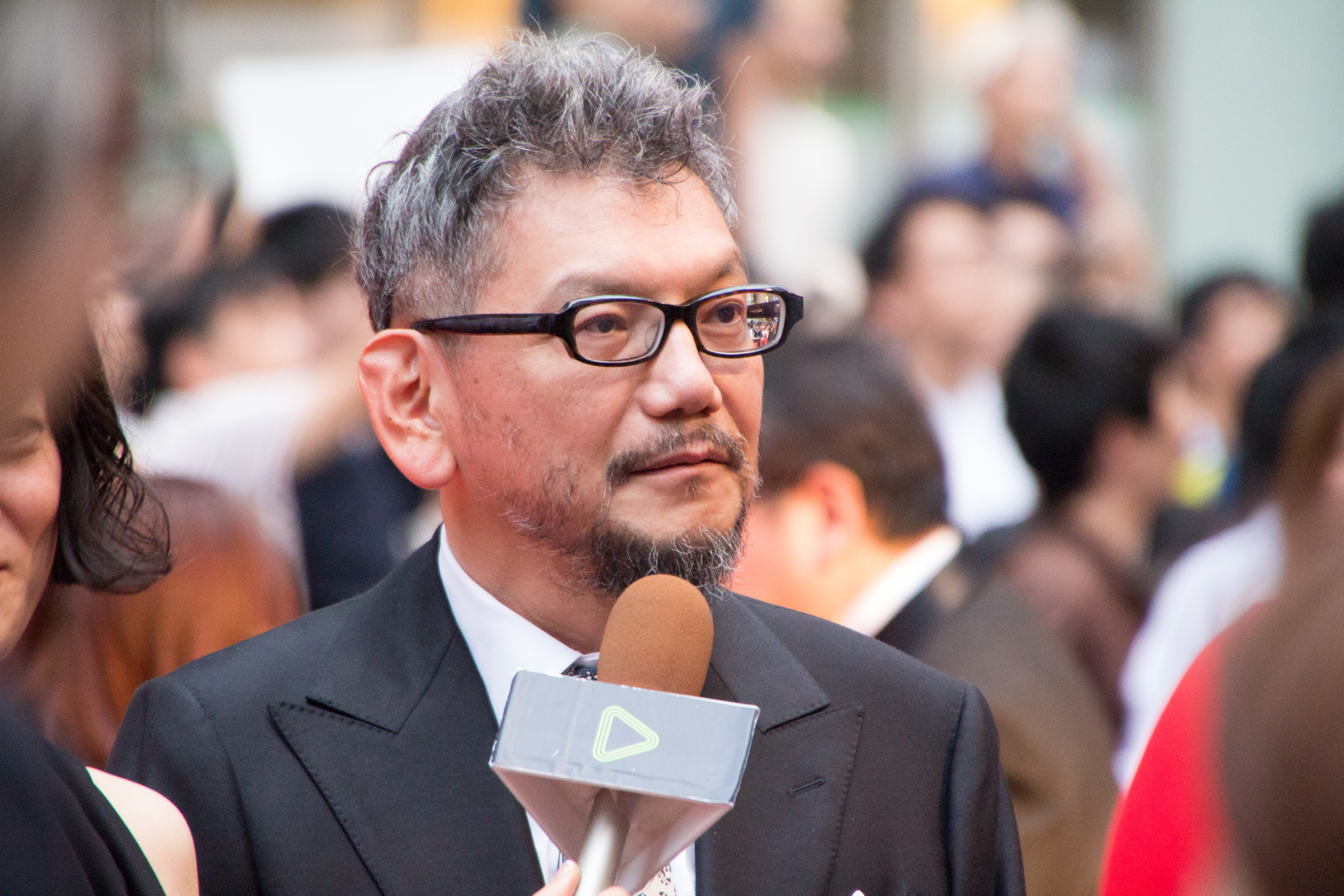
Hideaki Anno

Là một người hâm mộ Ultraman cả đời, Hideaki Anno đã ra mắt với bộ phim đầu tiên của riêng mình là Return of Ultraman cho Daicon Film khi anh còn là một sinh viên điện ảnh. Vào ngày 28 tháng 12 năm 2013, chín năm trước khi Shin Ultraman phát hành, Anno đã hoàn thành bản thảo cho việc khởi động lại loạt phim Ultraman có tựa đề Return of Ultraman Plot Memo (帰 っ て き た ウ ル ト ラ マ ン プ ロ ッ ト メ モ Kaettekita Urutoraman Purotto Memo?) và gửi nó cho Nhà sản xuất Tsuburaya vào ngày 19 tháng 3 năm sau. Anno sau đó phản ánh rằng "Tôi đã viết [kịch bản] cho một số bạn bè và phản ứng của họ rất tích cực ... nhưng tại thời điểm đó tôi không thể hoàn thiện nội dung của dự án theo cách khiến tôi hài lòng, vì vậy nó đã bị bỏ dở." Vào mùa hè năm 2017, Takayuki Tsukagoshi — Người sau đó được bổ nhiệm làm chủ tịch của Tsuburaya Productions vào ngày 16 tháng 11 năm 2017, sau khi Hidetoshi Yamamoto chủ tịch của Fields Corporation đã ủy quyền cho Anno chỉ đạo sản xuất Ultraman và hai phần tiếp theo của nó dự kiến phát hành vào năm 2020. Một vài tháng sau, Anno gửi bản thảo của Return of Ultraman Plot Memo cho Tsukagoshi. Vào ngày 17 tháng 1 năm 2018, Anno đã hoàn thành đề xuất bộ ba cho các sản phẩm Ultraman, trong đó anh ấy đã viết:
"Mục tiêu của chúng tôi là tạo ra một thế giới Ultraman không dành cho trẻ em mà dành cho thế hệ đã xem Ultraman hồi đó và họ muốn xem bây giờ khi đã trưởng thành. Chúng tôi mong muốn tạo ra sự giải trí cho người lớn phù hợp với thời đại hiện đại, một sự chung sống của những giấc mơ và thực tế chỉ có thể được mô tả bằng những hình ảnh có hiệu ứng đặc biệt. Để đạt được mục tiêu này, chúng tôi sẽ tạo ra một tác phẩm thú vị nhấn mạnh chất lượng với chủ đề xâm lược hơn là một thảm họa. Chúng tôi sẽ mô tả một thế giới quan chân thực và cứng cáp được mô tả trên một màn hình đẹp với chất lượng và cảm nhận về ngoại cảnh. Bộ phim mô tả tình trạng hiện tại của người dân Nhật Bản những người đang mơ hồ lo lắng về một cuộc xâm lược mà họ không thực sự cảm nhận được. Nó cũng nhằm mục đích trải nghiệm một thế giới nơi Ultraman tồn tại, một thế giới mà tất cả mọi người đều khao khát và chưa ai từng thấy trước đây. Tuy nhiên, đây có vẻ là một nhiệm vụ khó khăn."
Bản nháp đầu tiên của kịch bản cho bộ phim đã được Anno hoàn thành vào ngày 5 tháng 2 năm 2019, tuy nhiên sự tham gia của anh ấy trong bộ phim đã bị tạm dừng thêm một năm trong khi anh ấy làm việc với Evangelion: 3.0+1.0 Thrice Upon a Time. Trong Shin Ultraman Design Works, Anno nói rằng anh ấy dự định bộ phim sẽ được kết nối với bộ phim tokusatsu trước đây của anh ấy là Shin Godzilla:
"Thế giới quan tổng thể của bộ phim có thể phần nào được kết nối với thế giới quan của Shin Godzilla. Vì vấn đề bản quyền, thật khó để tạo ra mối liên hệ rõ ràng vì vậy tôi đã sử dụng tiêu đề Shin và chọn Yutaka Takenouchi vào vai người của chính phủ."
Dự án được công bố lần đầu tiên vào ngày 1 tháng 8 năm 2019, với Higuchi là đạo diễn và Anno là biên kịch. Masami Nagasawa, Hidetoshi Nishijima và Takumi Saito được chọn đóng vai chính trong phim. Bộ phim được hợp tác sản xuất giữa Tsuburaya Productions, Toho và Khara với mục tiêu phát hành vào năm 2021. Higuchi nhận xét: "Một trọng trách đã được giao cho tôi. Tôi sẽ nghiêm túc cố gắng hoàn thành trách nhiệm của mình ." Các thành viên còn lại của dàn diễn viên đã được công bố vào tháng 9 cùng năm.

### Thiết kế
Ultraman được công bố thiết kế của mình tại Hội nghị Tsuburaya 2019. Thiết kế được tham khảo từ phiên bản năm 1983 - "Incarnation of Truth, Justice, and Beauty" (真実と正義と美の化身 Shinjitsu to Seigi to Bi no Keshin) của Tohl Narita. Bản vẽ thiết kế đầu tiên được thực hiện bởi Hideaki Anno vào ngày 3 tháng 10 năm 2018 dưới sự thể hiện của Bin Furuya, diễn viên bộ đồ ban đầu của anh hùng trong loạt phim năm 1966. Việc thiết kế lại này dựa trên mong muốn của Anno là muốn xem lại thiết kế ban đầu của Tohl Narita, đi xa hơn là xin phép con trai của Narita, Kairi. Thiết kế được đề cập có mặt nạ được mô phỏng theo Akira Sasaki, khung cơ thể của Furuya và loại bỏ các yếu tố như Bộ hẹn giờ màu và vây sau. Furuya quay lại để khắc họa nhân vật với Anno thông qua tính năng chụp chuyển động. Đạo diễn Higuchi cho biết: "Nếu không có những đặc điểm cơ thể của Furuya, chẳng hạn như vóc dáng cao ráo cằm và cánh tay dài lòng bàn tay lớn thì sẽ không thể tái tạo hình dáng, ngoại hình, hành vi, v.v. của Ultraman ngay cả với công nghệ mới nhất hiện nay... " Tương tự như vậy, Anno đã có kinh nghiệm đóng vai anh hùng tiêu biểu trong bộ phim người hâm mộ của riêng anh ấy là Return of Ultraman.
Đoàn làm phim phải vật lộn để tái tạo màu da bạc của Ultraman. Higuchi giải thích trong một cuộc phỏng vấn, "Ultraman không thể được phun sơn bạc như ngày xưa. Nhưng nếu bạn sử dụng bạc sáng như gương và nghiêm túc tính toán và khắc họa các tia sáng, sẽ có những vệt kỳ lạ trên cánh tay và khuôn mặt của anh ta. Cánh tay và khuôn mặt của anh ấy sẽ giống như những tấm gương phản chiếu vào nhau. " Giám sát viên VFX, Atsuki Sato nói thêm "khi nói đến màu sắc, có những điều bạn không thể hiểu được cho đến khi thực sự đặt vật thể lên sân khấu chẳng hạn như sự phản chiếu của màu bạc trên cơ thể và hiệu ứng lấp lánh của nó. Phần khó nhất là tìm kiếm sự cân bằng phù hợp giữa thực tế và hình ảnh."
Kể từ khi bắt đầu sản xuất, Anno và Higuchi đã có ý định sử dụng mô hình 3DCG của Godzilla từ bộ phim Shin Godzilla năm 2016 của họ để mô tả quái vật Gomess, người lần đầu tiên xuất hiện trong tập 1 của loạt phim truyền hình Ultra Q. năm 1966 của Tsuburaya Productions. Anno nói rằng " vì Toho là thành viên của ủy ban sản xuất [Shin Ultraman], chúng tôi [được phép sử dụng] mô hình Godzilla ban đầu cho Gomess. " Concept art cho Gomess cũng được tùy chỉnh từ concept art ban đầu cho hình thức thứ tư của Godzilla trong Shin Godzilla. Tương tự, bộ kỹ thuật số cho ga Tokyo nơi sinh vật khổng lồ không xác định thứ hai có tên là "Mamouth Flower" xuất hiện được sử dụng lại từ Shin Godzilla để giảm kinh phí của bộ phim.

### Âm nhạc
Shirō Sagisu đã ghi điểm cho bộ phim. Bản nhạc có một số bài hát chưa được sử dụng của Sagisu mà anh ấy đã sáng tác cho Shin Godzilla và Neon Genesis Evangelion.
Vào ngày 8 tháng 4 năm 2022, có thông báo rằng Kenshi Yonezu sẽ hát bài hát chủ đề của bộ phim "M87". Theo Anno, Yonezu ban đầu đặt tên bài hát là "M78" theo tên thiên hà của Ultraman trong loạt phim gốc năm 1966, nhưng Anno đã yêu cầu đổi tiêu đề thành M87 vì nó "phù hợp hơn với bối cảnh của phim." Vào ngày 25 tháng 5 năm 2022, Oricon News báo cáo rằng đĩa đơn đã bán được khoảng 228.881 bản sao thực.  Vào ngày 31 tháng 5 năm 2022, "M87" đạt vị trí số 1 trên Billboard Japan Hot 100. Tuy nhiên, nó đã bị vượt mặt bởi Hey! Say! "Area" của JUMP vào ngày 2 tháng 6 năm 2022.
| STT              | Nhan đề                                                                                                   | Phổ nhạc         | Thời lượng |
| ---------------- | --- | ---------------- | ---------- |
| 1.               | "Main Title/Ultraman OP (Q・M-1T2 + Title T5)" (メインタイトル ウルトラマンOP Mein Taitoru Urutoraman OP) | Kunio Miyauchi   | 00:15      |
| 2.               | "Main Title B" (メインタイトル タイトルB Mein Taitoru Taitoru B)                                          | Kunio Miyauchi   | 00:06      |
| 3.               | "Ultra Q Theme III (M-2T2)" (ウルトラQ テーマIII Urutora Kyū Tēma III)                                    | Kunio Miyauchi   | 01:12      |
| 4.               | "Two Deadly Giant Monsters Battle (M6)" (死闘 二大怪獣 Shitō ni Daikaijū)                                 | Kunio Miyauchi   | 00:45      |
| 5.               | "Ragon's Revenge (B3A)" (ラゴンの復襲 Ragon no Fuku Kasane)                                               | Kunio Miyauchi   | 00:54      |
| 6.               | "The Raid of Red King (B1)" (レッドキングの襲撃 Reddo Kingu no Shūgeki)                                   | Kunio Miyauchi   | 01:07      |
| 7.               | "Lightning Strikes (by the London Orchestra) (A1)" (電光石火の一撃 Denkōsekka no Ichigeki)                | Kunio Miyauchi   | 01:19      |
| 8.               | "The End of Bullton (M2)" (ブルトンの最期 Buruton no Saigo)                                               | Kunio Miyauchi   | 00:51      |
| 9.               | "Early Morning from London"                                                                               | Shiro Sagisu     | 03:27      |
| 10.              | "Break down the Buddy"                                                                                    | Shiro Sagisu     | 01:22      |
| 11.              | "Science Special Search Party" (科学特捜隊 Kagaku Tokusō-tai)                                             | Kunio Miyauchi   | 02:07      |
| 12.              | "The Ferocity of the Red Monster (L8)" (赤い怪獣の猛威 Akai Kaijū no Mōi)                                 | Kunio Miyauchi   | 00:44      |
| 13.              | "The Invisible Enemy (L10)" (見えない敵 Miena i teki)                                                     | Kunio Miyauchi   | 00:40      |
| 14.              | "Crisis (B2)" (危機 Kiki)                                                                                 | Kunio Miyauchi   | 00:48      |
| 15.              | "Fight (by the London Orchestra)" (戦い Tatakai)                                                          | Kunio Miyauchi   | 01:53      |
| 16.              | "Sortie (M4T2)" (出撃 Shutsugeki)                                                                         | Kunio Miyauchi   | 01:06      |
| 17.              | "Visitors (L9)" (来訪者 Raihō-sha)                                                                        | Kunio Miyauchi   | 00:36      |
| 18.              | "The New Weapon (L4)" (新兵器 Shin heiki)                                                                 | Kunio Miyauchi   | 00:41      |
| 19.              | "The Devil's True Identity (K5)" (悪魔の正体 Akuma no Shōtai)                                             | Kunio Miyauchi   | 00:10      |
| 20.              | "Rapid Advance (L5)" (急速発進 Kyūsoku Hasshin)                                                           | Kunio Miyauchi   | 00:36      |
| 21.              | "Kemular Appears (K1)" (ケムラー出現 Kemurā Shutsugen)                                                    | Kunio Miyauchi   | 00:23      |
| 22.              | "Ominous Premonition (C3)" (不吉な予感 Fukitsuna Yokan)                                                   | Kunio Miyauchi   | 01:16      |
| 23.              | "Alien Baltan (C1)" (バルタン星人 Barutan Seijin)                                                         | Kunio Miyauchi   | 00:36      |
| 24.              | "Ultraman the Destroyer (EXTRA1)" (破壊者ウルトラマン Hakai-sha Urutoraman)                               | Kunio Miyauchi   | 00:50      |
| 25.              | "Mysterious Group of Saucers (M7)" (謎の円盤群 Nazo no Enban-gun)                                         | Kunio Miyauchi   | 00:40      |
| 26.              | "The Group of Saucers Approach (M8)" (円盤群接近 Enban-gun Sekkin)                                        | Kunio Miyauchi   | 00:39      |
| 27.              | "Victory (by the London Orchestra) (M5)" (勝利 Shōri)                                                     | Kunio Miyauchi   | 01:51      |
| 28.              | "Aerial Warfare (by the London Orchestra) (A2)" (空中戦 Kūchū-sen)                                        | Kunio Miyauchi   | 01:07      |
| 29.              | "L'invasion du silence: quatuor"                                                                          | Shirō Sagisu     | 02:48      |
| 30.              | "Brebis égarée: violon et piano"                                                                          | Shirō Sagisu     | 01:35      |
| 31.              | "Univers réels et irréels"                                                                                | Shirō Sagisu     | 02:39      |
| 32.              | "An Out of Body State"                                                                                    | Shirō Sagisu     | 03:38      |
| 33.              | "Original Sin"                                                                                            | Shirō Sagisu     | 02:31      |
| 34.              | "Brebis égarée: alto et piano"                                                                            | Shirō Sagisu     | 01:36      |
| 35.              | "Is Humanity to die?"                                                                                     | Shirō Sagisu     | 02:29      |
| 36.              | "Samsara: strings"                                                                                        | Shirō Sagisu     | 00:29      |
| 37.              | "The Raid of Red King (by the London Orchestra) (B1)"                                                     | Kunio Miyauchi   | 01:08      |
| 38.              | "The End of Bullton (by the London Orchestra) (M2)"                                                       | Kunio Miyauchi   | 00:53      |
| 39.              | "Early Morning: tribute to M"                                                                             | Shirō Sagisu     | 03:27      |
| 40.              | "Break down the Buddy: full version"                                                                      | Shirō Sagisu     | 02:33      |
| 41.              | "Sortie (by the London Orchestra) (M4T2)"                                                                 | Kunio Miyauchi   | 01:06      |
| 42.              | "L'invasion du silence: cordes"                                                                           | Shirō Sagisu     | 02:30      |
| 43.              | "Brebis égarée: piano solo"                                                                               | Shirō Sagisu     | 01:33      |
| 44.              | "Univers réels et irréels: version complète"                                                              | Shirō Sagisu     | 03:35      |
| 45.              | "An Out of Body State: full version"                                                                      | Shirō Sagisu     | 04:41      |
| 46.              | "Original Sin: full version"                                                                              | Shirō Sagisu     | 03:46      |
| 47.              | "Is Humanity to die?: full version"                                                                       | Shirō Sagisu     | 03:28      |
| 48.              | "Alien Mefilas: the riff segue"                                                                           | Shirō Sagisu     | 06:18      |
| Tổng thời lượng: | Tổng thời lượng:                                                                                          | Tổng thời lượng: | 80:44      |